# Aleko
Aleko és una òpera en un acte de Serguei Rakhmàninov, amb llibret de Vladímir Nemiróvitx-Dàntxenko, basat en Els gitanos d'Aleksandr Puixkin. S'estrenà al teatre Bolxoi de Moscou el 9 de maig [C.J. 27 d'abril] de 1893. No s'ha estrenat a Catalunya.

## Origen i context
L'obra operística de Rakhmàninov ocupa un lloc marginal en el seu catàleg, però no per febles mereixements sinó perquè el seu talent, essencialment líric amb rampells patètics, casa malament amb les exigències de l'escenari. Prova d'això, és a dir de la seva excel·lència musical i el seu sentit poemàtic del teatre, és Aleko. Va ser composta per un Rakhmàninov de dinou anys, l'any 1892, com a treball final de graduació al Conservatori de Moscou, i hi va guanyar el primer premi d'aquell any. Va tenir la sort que, un any més tard, s'estrenés en el Bolxoi, amb el concurs del seu amic, gloriós sempre, Fiódor Xaliapin en el paper protagonista.

## Història de les representacions
L'estrena moscovita va tenir lloc el 9 de maig [C.J. 27 d'abril] de 1893 al Teatre Bolxoi. Posteriorment es va representar a Kíev el 18 d'octubre de 1893, sota la direcció del compositor. L'estrena a Sant Petersburg, el 27 de maig de 1899, va tenir lloc al Palau Tauride, amb el cor i el ballet del Teatre Mariïnski

## Repartiment
| Role                     | Voice type | Repartiment 9 de maig de 1893 (Director: Ippolit Altani) | Repartiment 18 d'octubre de 1893 (Director: Rakhmàninov) | Repartiment 27 de maig de 1899 (Director: -) |
| ------------------------ | ---------- | -------------------------------------------------------- | -------------------------------------------------------- | -------------------------------------------- |
| Aleko                    | baríton    | Bogomir Korsov                                           | Bobrov                                                   | Fiódor Xaliapin                              |
| Jove gitano              | tenor      | Lev Klementiev                                           | Borisenko                                                | Ivan Ierxov                                  |
| Zemfira                  | soprano    | Maria Deixa-Sionitskàia                                  | Eigen                                                    | Maria Deixa-Sionitskàia                      |
| Un vell, pare de Zemfira | baix       | Stepan Vlasov                                            | Levitski                                                 | Frey                                         |
| Dona gitana              | contralt   | Xubina                                                   | Tomskàia                                                 |                                              |
| Cor, figurants: Gitanos  |            |                                                          |                                                          |                                              |

## Sinopsi
Lloc: Rússia
Temps: segle xix
Avorrit de la seua vida burgesa i sedentària, Aleko se n'ha anat a viure amb un grup de gitanos. Comparteix la seua vida amb la jove Zemfira, amb la qual ha tingut un fill. El vell pare de Zemfira adverteix a Aleko que malgrat la convivència amb la seua filla no té cap dret de possessió sobre ella. Malgrat això, Aleko assassina un jove gitano de qui sospita que poguera ser amant de Zemfira. Els gitanos, com a càstig, decideixen expulsar-lo del seu grup.

## Àries i números musicals principals
- Dansa dels homes
- Romança del jove gitano
- Cavatina d'Aleko

## Reacció de la crítica
Com en el cas de les altres dues òperes de Rakhmàninov, Aleko palesa la recerca d'un estil individual, allunyat tant de les òperes tradicionals amb nombres tancats com dels drames musicals de Wagner. Mikhaïl Bukinik, un company de Rakhmàninov al conservatori, va declarar:
| « | Jo era un estudiant de la classe d'orquestra, i durant els assajos, no només vam admirar, sinó que ens vam sentir feliços i orgullosos amb aquelles encisadores harmonies, de manera que vam veure en ell un innovador. | » |

Geoffrey Norris ha assenyalat que el llibret manca d'un vertader impuls dramàtic i que més aviat sembla una precipitada i maldestra barrejadissa. Un crític contemporani del Moskovskiie vedomosti va dir arran de l'estrena de l'òpera:
| « | Per descomptat que hi ha defectes, però moltíssims menys que mèrits, i això indica que cal esperar molt d'aquest jove compositor en el futur. | » |

## Enregistraments selectes
- Melodiya: I. Petrov, N. Pokrovskaya, A. Orfenov, A. Ognivtzev, V. Zlatogorova; Orquestra i Cor del Teatre Bolxoi; Nikolai Golovanov, director
- Saison Russe: Vladímir Matorin, Natalia Erassova, Viatchslav Potchapski, Vitaly Tarastchenko, Galina Borissova; Cor Estatal Rus; Orquestra del Teatre Bolxoi; Andrei Chistiakov, director[3]